# Miquel Sanmartí Garcia
Miquel Sanmartí Garcia (Alcanar, 1931 - Barcelona 10 d'octubre de 2018) va ser un jesuïta considerat "un dels educadors més importants de la història del Paraguai" que va participar activament en les protestes de finals de la dècada del 1960.

## Primera estada al Paraguai
De ben jove va entrar a la Companyia de Jesús. Va fer el noviciat al Monestir de Veruela. Al Paraguai hi va arribar el 1956. Va estar diversos anys al “Colegio Cristo Rey” on va treballar en las CIAS (Centro de Investigación y Acción Social) des del 1966 i va ser degà de la Facultad de Filosofía de la Universitat Catòlica (UC), que era considerada un refugi de la intel·lectualitat del Paraguai en aquell moment. Allà va viure el 1968 les ocupacions del centre par part de la policia, que en ocasions va utilitzar gasos lacrimògens en el que va ser la primera gran confrontació entre el règim i una església que per primera vegada es definia. Els fets es van complicar més després de la visita de Rockefeller al Paraguai del 1969, que va provocar una reacció anti-imperialista entre els estudiants universitaris.
Es van viure protestes diverses, vagues de fam, detencions i cremes de banderes. Sanmartí va anar a veure els presos per verificar que els jutgés la justícia ordinària. Després d'una vaga a la Facultat de Medicina van demanar a Sanmartí que fes una missa, però la va fer Oliva, que després seria expulsat del país. Per això van decidir fer una marxa des de la Facultat a la Catedral amb el lema "Oliva, seguirem els teus passos". A la Catedral els van tirar gasos lacrimògens i van començar a colpejar sacerdots vells, abans de demanar una dispersió pacífica. Després d'aquests fets Sanmartí va decidir exiliar-se en ser considerat "el principal líder de l'extrema esquerra amb plans terroristes avortats per la policia" i després que la policia demanés col·laboració per capturar-lo.
Sobre el seu lideratge en l'Organització Primer de Maig (OPM) hi ha diverses versions. Fonts de l'organització clandestina van dir que era el líder, però segons testimonis posteriors ho van fer quan ell ja estava a Barcelona i amb l'objectiu d'evitar detencions. Ho explica d'aquesta manera al seu llibre "Historias no contadas", Tiempo Editora, Asunción, 1998. Però el règim va considerar seriosament que Sanmartí havia estat un dels líders i va difondre fotos per buscar-lo tant a ell al costat de Juan Carlos Da Costa. De fet set presoners jesuïtes estrangers van ser expulsats l'abril de 1976 per presumpta participació en les activitats de l'OPM, que va deixar d'actuar el gener del 1978 amb la mort d'Agustín Zavala Esquivel a mans de les forces de seguretat.

## Segona estada al Paraguai
Després d'uns anys a Barcelona va tornar al Paraguai a finals de la dècada del 1980 on va viure el cop d'estat del 1989. Va treballar a Emboscada com educador fins que un dia aparentment sense motiu va rebre un tret d'un pres que acabava de sortir de la presó. Quan es va recuperar va entendre que havia estat cosa del govern i que per tant el nou règim també el volia expulsar, i va marxar definitivament.
Va passar els darrers anys de la seva vida a la comunitat de preveres acollits a la Residència Sacerdotal de Sant Josep Oriol de Barcelona.
A part del seu llibre de memòries Historias no contadas va fer diverses publicacions relacionades amb l'educació, com La escuela, fábrica de hombres bien clasificados i amb la participació activa davant les injustícies, amb frases com "Una predicació abstracta quan l'home és assaltat i torturat aquí i ara seria la pitjor hipocresia i una inconsciència imperdonable". En aquest context, sempre va defensar un "discurs progressista i praxi conservadora".